# Ellen Hopkins
Ellen Hopkins (Long Beach, 26 marzo 1955) è una scrittrice statunitense, ha pubblicato molti libri bestseller che sono molto popolari tra adolescenti, giovani e adulti.

## Carriera
Hopkins iniziò la sua carriera di scrittrice con libri di saggistica per bambini, tra cui Air Devils and Orcas: High Seas Supermen. Lei ha scritto 56 libri di saggistica.
Hopkins aveva una figlia divenuta dipendente dal "Crystal meth" o "Crank". Nel 2002 la sua lotta ha ispirato Hopkins a scrivere il suo libro di debutto, Crank, destinato ad esprimere l'orribile influenza delle droghe e della tossicodipendenza. 
Da allora Hopkins ha scritto vari romanzi per adolescenti e le loro lotte, tra cui Burned, Impulse, Identical, Glass, Tricks e Fallout.
Glass è il seguito di Crank e Fallout, il terzo e ultimo libro della serie, è stato pubblicato il 14 settembre 2010 in America.
Perfect è stato pubblicato il 13 settembre 2011 accompagnato dalla novella Impulse.
Hopkins ha anche pubblicato il sequel di Burned, Smoke, nel 2013.

## Opere
- Crank 2004)
- Glass (2007)
- Fallout (2010)

### Altri racconti
- Burned (2006)
- Impulse (August 2007)
- Identical (2008)
- Tricks (2009)
- Perfect (2011)
- Triangles (2011)
- Tilt (2012)
- Smoke (2013)

## Vita privata
Hopkins è stata adottata da Albert e Valeria Wagner quando avevano rispettivamente 72 e 42 anni
La sua prima poesia è stata pubblicata dalla Palm Springs Desert Sun quando aveva nove anni.
Aspettò alla scuola superiore in Santa Ynez Valley e andò a studiare giornalismo all'università della California Santa Barbara prima di lasciare tutto e crearsi una famiglia.
Quando il suo matrimonio fallì iniziò a lavorare come freelance. 
Si sposò poi con John Hopkins, il suo attuale marito, e hanno tre figli: Cristal, Kelly e Jason.
Hanno adottato anche un altro bambino, il figlio di Cristal, Orion.